# Modisimus gracilipes
Modisimus gracilipes là một loài nhện trong họ Pholcidae. Loài này được phát hiện ở Guatemala.